# Coffre-fort numérique
 (février 2014).
Un coffre-fort numérique est un service qui doit être hautement sécurisé pour archiver, indexer et retrouver des fichiers numériques sensibles : documents administratifs, factures, relevés, contrats, photos, etc. Ce service peut être accessible en ligne, via Internet.
Un coffre-fort numérique désigne également un composant de stockage d'un système d'archivage électronique.

## Fonctionnement
On peut décrire trois niveaux de service dans le domaine du stockage et de l’archivage des documents numériques :
Espace de stockage simplesystème de sauvegarde de données, sans garantie ni responsabilité particulière de la part du prestataire sur la restitution et l’intégrité des données
Espace d’archivage sécurisésystème d'archivage basé sur une infrastructure sécurisée (redondance, accès contrôlé, etc.) permettant au moins de garantir la sécurité et l'intégrité des documents au cours de leur conservation ;
Espace d’archivage « à vocation probatoire »système d'archivage de données mettant en œuvre des processus et des mécanismes de sécurité (horodatage, empreinte du document, signature numérique, etc.), souvent réalisés par des tiers, permettant d'apporter une valeur juridique à la conservation intègre du document et à sa lisibilité dans le temps.
Le domaine des coffres-forts numériques concerne les 2 derniers niveaux de service (espaces d'archivage sécurisé et « à vocation probatoire »).
En France, une étude consacrée à l’archivage de contenus électroniques à vocation probatoire menée en 2011 montre que les entreprises sont de plus en plus enclines à recourir à ces coffres-forts numériques et les mettent à disposition de leurs :
- Clients BtoB qui accèdent ainsi aux factures, commandes ou à d’autres documents contractuels, échangés de plus en plus fréquemment sous forme dématérialisée dans le cadre des relations commerciales
- Clients BtoC, à l’image des services proposés par certaines entreprises dans des secteurs comme l’assurance, la banque ou le transport qui offrent à leurs clients un espace en ligne sécurisé pour accéder à leurs contrats d’assurance, relevés bancaires, factures, titres de transport électronique, déclarations d’impôt, photos, etc.
- Collaborateurs : avec l’évolution du cadre légal, les bulletins de paie peuvent être remis au format numérique aux collaborateurs, avec leur accord et sous certaines conditions. Une étude [3] menée par un cabinet d’étude indépendant auprès d’une centaine de collaborateurs identifie un certain intérêt pour le bulletin de paie dématérialisé puisque 57 % de ces collaborateurs indiquent y être favorables. Cette dématérialisation contribue inévitablement au développement des coffres-forts numériques à destination des salariés, qui au-delà du bulletin de paie, ont également la possibilité d’archiver électroniquement d’autres documents relatifs à leur carrière.
- Fournisseurs qui dans une optique de dématérialisation du processus « procure‐to‐pay », bénéficient ainsi d’un espace de conservation de documents tels que les bons de commande, les factures ou les avis de paiement.

Les évolutions dans le domaine législatif vont faire évoluer les usages. L'ordonnance française no 2005-1516 du 8 décembre 2005 relative aux échanges électroniques entre les usagers et les autorités administratives et entre les autorités administratives constitue le fondement d’un espace de stockage en ligne à destination de l’usager et exploité sous la responsabilité de l’État. L'Administration française acceptera à partir du 30 juin 2016 les pièces justificatives et documents transmis via un coffre-fort numérique accessible sur le site web service-public.fr. 
Le marché est encore émergent. Les offres commerciales de coffres-forts numériques apparaissent, parfois groupées avec d’autres services, tels que des services bancaires.

## Norme Coffre-fort numérique
La commission de normalisation 171 de l'AFNOR (CN171) a publié en juin 2012 la norme NF Z42-020 dont le titre est : « Spécifications fonctionnelles d'un composant Coffre-Fort Numérique destiné à la conservation d'informations numériques dans des conditions de nature à en garantir leur intégrité dans le temps ». Cette norme se limite à adresser la couche de stockage du coffre-fort numérique et ne traite pas des problématiques telles que l'authentification, la confidentialité, les métadonnées ou l'interfaçage avec les couches métiers.
Des travaux de normalisation au niveau international ont été menés dans le cadre du CCSDS (Consultative Committee for Space Data Systems). Le modèle de référence OAIS (Open Archival Information System), la notion de "Trusted Digital Repositories" ainsi que celle de "Trustworthy Digital Objects" pour le stockage sécurisé des données numériques décrivent l'essentiel des caractéristiques nécessaires à un espace d'archivage à "vocation probatoire".